# Eutichurus brescoviti
Eutichurus brescoviti là một loài nhện trong họ Miturgidae.
Loài này thuộc chi Eutichurus. Eutichurus brescoviti được miêu tả năm 1994 bởi Bonaldo.